# La Vendelée
La Vendelée är en kommun i departementet Manche i regionen Normandie i norra Frankrike. Kommunen ligger i kantonen Saint-Malo-de-la-Lande som tillhör arrondissementet Coutances. År 2022 hade La Vendelée 468 invånare.

## Befolkningsutveckling
Antalet invånare i kommunen La Vendelée
| Referens: INSEE |